# Torneo Apertura de la Primera B de Chile 2009
El Campeonato Nacional de Apertura de Primera B de Fútbol Profesional 2009 fue el tercer torneo oficial de fútbol profesional de los Torneos de Apertura y Clausura de la Primera B, los cuales fueron disputados dentro de la temporada 2009. El torneo fue organizado por la ANFP.
El campeón del torneo fue Unión San Felipe, quien consiguió clasificar a la final por el vicecampeonato y el segundo ascenso a Primera División. Al igual que en la edición pasada, el campeón cedió su cupo al subcampeón del torneo, que en este caso fue Santiago Wanderers, tras haberse proclamado campeón anual.

## Equipos participantes
| Zona Norte | Zona Sur |
| - San Marcos de Arica - Deportes Antofagasta - Deportes Copiapó - Coquimbo Unido - San Luis - Santiago Wanderers - Unión La Calera | - Unión San Felipe - Deportes Melipilla - Deportes Concepción - Naval - Lota Schwager - Provincial Osorno - Deportes Puerto Montt |
| --- | --- |

## Clasificación
Para partidos, ver el Anexo
Fecha de actualización: 14 de junio de 2009
| Pos | Equipo                | Pts | PJ | PG | PE | PP | GF | GC | DG  |
| --- | --------------------- | --- | -- | -- | -- | -- | -- | -- | --- |
| 1   | Unión San Felipe      | 40  | 19 | 12 | 4  | 3  | 35 | 18 | 17  |
| 2   | Santiago Wanderers    | 33  | 19 | 9  | 6  | 4  | 33 | 19 | 14  |
| 3   | San Luis              | 31  | 19 | 8  | 7  | 4  | 25 | 12 | 13  |
| 4   | San Marcos de Arica   | 27  | 19 | 7  | 6  | 6  | 17 | 21 | -4  |
| 5   | Coquimbo Unido        | 26  | 19 | 7  | 5  | 7  | 21 | 20 | 1   |
| 6   | Lota Schwager         | 26  | 19 | 7  | 5  | 7  | 21 | 25 | -4  |
| 7   | Provincial Osorno     | 25  | 19 | 6  | 7  | 6  | 22 | 27 | -5  |
| 8   | Deportes Melipilla    | 24  | 19 | 8  | 6  | 5  | 30 | 28 | 2   |
| 9   | Naval                 | 23  | 19 | 6  | 5  | 8  | 20 | 24 | -4  |
| 10  | Deportes Antofagasta  | 23  | 19 | 5  | 8  | 6  | 26 | 26 | 0   |
| 11  | Deportes Puerto Montt | 20  | 19 | 5  | 5  | 9  | 26 | 30 | -4  |
| 12  | Unión La Calera       | 19  | 19 | 4  | 7  | 8  | 27 | 31 | -4  |
| 13  | Deportes Copiapó      | 17  | 19 | 4  | 5  | 10 | 12 | 26 | -14 |
| 14  | Deportes Concepción   | 12  | 19 | 4  | 6  | 9  | 25 | 35 | -10 |

PJ = Partidos Jugados; G = Partidos Ganados; E = Partidos empatados; P = Partidos perdidos; GF = Goles a favor; GC = Goles en contra; DIF = Diferencia de goles; Pts = Puntos
- A San Luis de Quillota se le dio por perdido su partido (0-3) contra Deportes Copiapó (Fecha 1) por haber incluido a un jugador inscrito incorrectamente en el partido.
- Deportes Concepción fue castigado con seis puntos por no pago de imposiciones.

|  | Campeón. Clasifica a Final por el Vicecampeonato |

## Resultados

### Fase Zonal
| Fecha 1                                | Fecha 1               | Fecha 1   | Fecha 1              | Fecha 1 | Fecha 1                    | Fecha 1      | Fecha 1 | Fecha 1 | Fecha 1 |
|                                        | Local                 | Resultado | Visitante            |         | Estadio                    | Fecha        | Hora    | Zona    |         |
| -------------------------------------- | --------------------- | --------- | -------------------- | ------- | -------------------------- | ------------ | ------- | ------- | ------- |
|                                        | Deportes Puerto Montt | 1 - 3     | Deportes Concepción  |         | Regional de Chinquihue     | 7 de febrero | 18:00   | Sur     |         |
|                                        | San Luis              | 0 - 3     | Deportes Copiapó     |         | Ángel Navarrete Candia     | 7 de febrero | 20:00   | Norte   |         |
|                                        | Coquimbo Unido        | 1 - 0     | Unión La Calera      |         | Francisco Sánchez Rumoroso | 7 de febrero | 21:00   | Norte   |         |
|                                        | San Marcos de Arica   | 0 - 1     | Deportes Antofagasta |         | Carlos Dittborn            | 7 de febrero | 22:00   | Norte   |         |
|                                        | Lota Schwager         | 0 - 1     | Unión San Felipe     |         | Federico Schwager          | 8 de febrero | 16:30   | Sur     |         |
|                                        | Naval                 | 0 - 0     | Provincial Osorno    |         | Municipal de Concepción    | 8 de febrero | 18:00   | Sur     |         |
| Libre: Santiago Wanderers - Zona Norte |                       |           |                      |         |                            |              |         |         |         |
| Libre: Deportes Melipilla - Zona Sur   |                       |           |                      |         |                            |              |         |         |         |

| Fecha 2                                 | Fecha 2              | Fecha 2   | Fecha 2               | Fecha 2 | Fecha 2                         | Fecha 2       | Fecha 2 | Fecha 2 | Fecha 2 |
|                                         | Local                | Resultado | Visitante             |         | Estadio                         | Fecha         | Hora    | Zona    |         |
| --------------------------------------- | -------------------- | --------- | --------------------- | ------- | ------------------------------- | ------------- | ------- | ------- | ------- |
|                                         | Deportes Concepción  | 2 - 2     | Lota Schwager         |         | Municipal de Concepción         | 14 de febrero | 19:00   | Sur     |         |
|                                         | Deportes Copiapó     | 0 - 1     | Coquimbo Unido        |         | Luis Valenzuela Hermosilla      | 15 de febrero | 16:00   | Norte   |         |
|                                         | Deportes Antofagasta | 1 - 1     | San Luis              |         | Regional de Antofagasta         | 15 de febrero | 17:00   | Norte   |         |
|                                         | Unión San Felipe     | 2 - 2     | Deportes Melipilla    |         | Municipal de San Felipe         | 15 de febrero | 17:00   | Sur     |         |
|                                         | Unión La Calera      | 2 - 2     | Santiago Wanderers    |         | Municipal Nicolás Chahuán Nazar | 15 de febrero | 17:00   | Norte   |         |
|                                         | Provincial Osorno    | 0 - 0     | Deportes Puerto Montt |         | Rubén Marcos Peralta            | 15 de febrero | 19:00   | Sur     |         |
| Libre: San Marcos de Arica - Zona Norte |                      |           |                       |         |                                 |               |         |         |         |
| Libre: Naval - Zona Sur                 |                      |           |                       |         |                                 |               |         |         |         |

| Fecha 3                             | Fecha 3               | Fecha 3   | Fecha 3              | Fecha 3 | Fecha 3                         | Fecha 3       | Fecha 3 | Fecha 3 | Fecha 3 |
|                                     | Local                 | Resultado | Visitante            |         | Estadio                         | Fecha         | Hora    | Zona    |         |
| ----------------------------------- | --------------------- | --------- | -------------------- | ------- | ------------------------------- | ------------- | ------- | ------- | ------- |
|                                     | Deportes Puerto Montt | 0 - 1     | Naval                |         | Regional de Chinquihue          | 21 de febrero | 18:00   | Sur     |         |
|                                     | Santiago Wanderers    | 4 - 0     | Deportes Copiapó     |         | Regional Chiledeportes          | 21 de febrero | 20:00   | Norte   |         |
|                                     | Deportes Melipilla    | 1 - 1     | Deportes Concepción  |         | Roberto Bravo Santibáñez        | 21 de febrero | 20:00   | Sur     |         |
|                                     | Coquimbo Unido        | 2 - 1     | Deportes Antofagasta |         | Francisco Sánchez Rumoroso      | 21 de febrero | 21:30   | Norte   |         |
|                                     | San Luis              | 1 - 0     | San Marcos de Arica  |         | Municipal Nicolás Chahuán Nazar | 22 de febrero | 17:30   | Norte   |         |
|                                     | Lota Schwager         | 2 - 0     | Provincial Osorno    |         | Federico Schwager               | 22 de febrero | 17:30   | Sur     |         |
| Libre: Unión La Calera - Zona Norte |                       |           |                      |         |                                 |               |         |         |         |
| Libre: Unión San Felipe - Zona Sur  |                       |           |                      |         |                                 |               |         |         |         |

| Fecha 4                                 | Fecha 4              | Fecha 4   | Fecha 4            | Fecha 4 | Fecha 4                    | Fecha 4       | Fecha 4 | Fecha 4 | Fecha 4 |
|                                         | Local                | Resultado | Visitante          |         | Estadio                    | Fecha         | Hora    | Zona    |         |
| --------------------------------------- | -------------------- | --------- | ------------------ | ------- | -------------------------- | ------------- | ------- | ------- | ------- |
|                                         | Provincial Osorno    | 2 - 1     | Deportes Melipilla |         | Rubén Marcos Peralta       | 27 de febrero | 20:00   | Sur     |         |
|                                         | Naval                | 2 - 0     | Lota Schwager      |         | Municipal de Concepción    | 27 de febrero | 20:00   | Sur     |         |
|                                         | Deportes Concepción  | 0 - 1     | Unión San Felipe   |         | Municipal de Concepción    | 28 de febrero | 19:00   | Sur     |         |
|                                         | San Marcos de Arica  | 2 - 2     | Coquimbo Unido     |         | Carlos Dittborn            | 28 de febrero | 22:00   | Norte   |         |
|                                         | Deportes Antofagasta | 1 - 1     | Santiago Wanderers |         | Regional de Antofagasta    | 1 de marzo    | 17:00   | Norte   |         |
|                                         | Deportes Copiapó     | 0 - 1     | Unión La Calera    |         | Luis Valenzuela Hermosilla | 1 de marzo    | 17:00   | Norte   |         |
| Libre: San Luis - Zona Norte            |                      |           |                    |         |                            |               |         |         |         |
| Libre: Deportes Puerto Montt - Zona Sur |                      |           |                    |         |                            |               |         |         |         |

| Fecha 5                               | Fecha 5            | Fecha 5   | Fecha 5               | Fecha 5 | Fecha 5                         | Fecha 5    | Fecha 5 | Fecha 5 | Fecha 5 |
|                                       | Local              | Resultado | Visitante             |         | Estadio                         | Fecha      | Hora    | Zona    |         |
| ------------------------------------- | ------------------ | --------- | --------------------- | ------- | ------------------------------- | ---------- | ------- | ------- | ------- |
|                                       | Lota Schwager      | 1 - 3     | Deportes Puerto Montt |         | Federico Schwager               | 4 de marzo | 18:00   | Sur     |         |
|                                       | Santiago Wanderers | 0 - 0     | San Marcos de Arica   |         | Regional Chiledeportes          | 4 de marzo | 20:00   | Norte   |         |
|                                       | Unión La Calera    | 1 - 1     | Deportes Antofagasta  |         | Municipal Nicolás Chahuán Nazar | 4 de marzo | 20:00   | Norte   |         |
|                                       | Deportes Melipilla | 3 - 3     | Naval                 |         | Roberto Bravo Santibáñez        | 4 de marzo | 20:00   | Sur     |         |
|                                       | Unión San Felipe   | 2 - 3     | Provincial Osorno     |         | Municipal de San Felipe         | 4 de marzo | 21:00   | Sur     |         |
|                                       | Coquimbo Unido     | 0 - 1     | San Luis              |         | Francisco Sánchez Rumoroso      | 5 de marzo | 21:30   | Norte   |         |
| Libre: Deportes Copiapó - Zona Norte  |                    |           |                       |         |                                 |            |         |         |         |
| Libre: Deportes Concepción - Zona Sur |                    |           |                       |         |                                 |            |         |         |         |

| Fecha 6                            | Fecha 6               | Fecha 6   | Fecha 6             | Fecha 6 | Fecha 6                         | Fecha 6    | Fecha 6 | Fecha 6 | Fecha 6 |
|                                    | Local                 | Resultado | Visitante           |         | Estadio                         | Fecha      | Hora    | Zona    |         |
| ---------------------------------- | --------------------- | --------- | ------------------- | ------- | ------------------------------- | ---------- | ------- | ------- | ------- |
|                                    | San Marcos de Arica   | 1 - 0     | Unión La Calera     |         | Carlos Dittborn                 | 7 de marzo | 22:00   | Norte   |         |
|                                    | Deportes Puerto Montt | 3 - 1     | Deportes Melipilla  |         | Regional de Chinquihue          | 8 de marzo | 12:00   | Sur     |         |
|                                    | Deportes Antofagasta  | 1 - 1     | Deportes Copiapó    |         | Regional de Antofagasta         | 8 de marzo | 17:00   | Norte   |         |
|                                    | Naval                 | 2 - 3     | Unión San Felipe    |         | Federico Schwager               | 8 de marzo | 17:00   | Sur     |         |
|                                    | San Luis              | 0 - 1     | Santiago Wanderers  |         | Municipal Nicolás Chahuán Nazar | 8 de marzo | 17:30   | Norte   |         |
|                                    | Provincial Osorno     | 4 - 0     | Deportes Concepción |         | Rubén Marcos Peralta            | 8 de marzo | 18:00   | Sur     |         |
| Libre: Coquimbo Unido - Zona Norte |                       |           |                     |         |                                 |            |         |         |         |
| Libre: Lota Schwager - Zona Sur    |                       |           |                     |         |                                 |            |         |         |         |

| Fecha 7                                  | Fecha 7             | Fecha 7   | Fecha 7               | Fecha 7 | Fecha 7                         | Fecha 7     | Fecha 7 | Fecha 7 | Fecha 7 |
|                                          | Local               | Resultado | Visitante             |         | Estadio                         | Fecha       | Hora    | Zona    |         |
| ---------------------------------------- | ------------------- | --------- | --------------------- | ------- | ------------------------------- | ----------- | ------- | ------- | ------- |
|                                          | Deportes Melipilla  | 1 - 3     | Lota Schwager         |         | Roberto Bravo Santibáñez        | 14 de marzo | 20:00   | Sur     |         |
|                                          | Santiago Wanderers  | 1 - 0     | Coquimbo Unido        |         | Regional Chiledeportes          | 15 de marzo | 14:30   | Norte   |         |
|                                          | Unión La Calera     | 1 - 1     | San Luis              |         | Municipal Nicolás Chahuán Nazar | 15 de marzo | 16:00   | Norte   |         |
|                                          | Unión San Felipe    | 3 - 2     | Deportes Puerto Montt |         | Municipal de San Felipe         | 15 de marzo | 16:00   | Sur     |         |
|                                          | Deportes Concepción | 1 - 0     | Naval                 |         | Municipal de Concepción         | 15 de marzo | 16:00   | Sur     |         |
|                                          | Deportes Copiapó    | 0 - 1     | San Marcos de Arica   |         | Luis Valenzuela Hermosilla      | 15 de marzo | 16:00   | Norte   |         |
| Libre: Deportes Antofagasta - Zona Norte |                     |           |                       |         |                                 |             |         |         |         |
| Libre: Provincial Osorno - Zona Sur      |                     |           |                       |         |                                 |             |         |         |         |

### Fase Nacional
|  | Coquimbo Unido        | 1 - 1 | Deportes Antofagasta |  | Francisco Sánchez Rumoroso | 21 de marzo | 20:00 |
|  | San Marcos de Arica   | 0 - 0 | Deportes Copiapó     |  | Carlos Dittborn            | 21 de marzo | 22:00 |
|  | San Luis              | 4 - 0 | Provincial Osorno    |  | Ángel Navarrete Candia     | 22 de marzo | 16:00 |
|  | Lota Schwager         | 0 - 2 | Santiago Wanderers   |  | Federico Schwager          | 22 de marzo | 16:00 |
|  | Deportes Puerto Montt | 3 - 3 | Unión La Calera      |  | Regional de Chinquihue     | 22 de marzo | 16:00 |
|  | Naval                 | 2 - 1 | Deportes Concepción  |  | Municipal de Concepción    | 22 de marzo | 16:00 |
|  | Deportes Melipilla    | 0 - 3 | Unión San Felipe     |  | Roberto Bravo Santibáñez   | 22 de marzo | 16:00 |

|  | Unión La Calera      | 3 - 4 | Santiago Wanderers    |  | Municipal Nicolás Chahuán Nazar | 27 de marzo | 20:00 |
|  | Deportes Antofagasta | 0 - 1 | San Marcos de Arica   |  | Regional de Antofagasta         | 28 de marzo | 15:30 |
|  | Unión San Felipe     | 0 - 1 | Lota Schwager         |  | Municipal de San Felipe         | 28 de marzo | 16:00 |
|  | Naval                | 1 - 2 | Deportes Melipilla    |  | Federico Schwager               | 28 de marzo | 16:00 |
|  | Deportes Copiapó     | 0 - 2 | Deportes Puerto Montt |  | Luis Valenzuela Hermosilla      | 28 de marzo | 19:00 |
|  | Provincial Osorno    | 1 - 0 | Coquimbo Unido        |  | Rubén Marcos Peralta            | 29 de marzo | 16:00 |
|  | Deportes Concepción  | 0 - 0 | San Luis              |  | Municipal de Concepción         | 30 de marzo | 20:30 |

|  | Coquimbo Unido        | 1 - 2 | Deportes Copiapó     |  | Francisco Sánchez Rumoroso | 4 de abril | 20:00 |
|  | San Marcos de Arica   | 2 - 2 | Deportes Concepción  |  | Carlos Dittborn            | 4 de abril | 22:00 |
|  | Deportes Puerto Montt | 0 - 2 | Unión San Felipe     |  | Regional de Chinquihue     | 5 de abril | 12:00 |
|  | San Luis              | 1 - 1 | Naval                |  | Ángel Navarrete Candia     | 5 de abril | 15:30 |
|  | Deportes Melipilla    | 2 - 1 | Provincial Osorno    |  | Roberto Bravo Santibáñez   | 5 de abril | 15:30 |
|  | Lota Schwager         | 0 - 0 | Unión La Calera      |  | Federico Schwager          | 5 de abril | 15:30 |
|  | Santiago Wanderers    | 3 - 1 | Deportes Antofagasta |  | Regional Chiledeportes     | 5 de abril | 16:00 |

|  | Naval                | 1 - 0 | Deportes Puerto Montt |  | Federico Schwager          | 11 de abril | 15:30 |
|  | San Luis             | 2 - 0 | Coquimbo Unido        |  | Ángel Navarrete Candia     | 12 de abril | 15:30 |
|  | Deportes Concepción  | 2 - 3 | Deportes Melipilla    |  | Municipal de Concepción    | 12 de abril | 15:30 |
|  | Unión San Felipe     | 2 - 1 | Unión La Calera       |  | Municipal de San Felipe    | 12 de abril | 15:30 |
|  | Provincial Osorno    | 1 - 1 | San Marcos de Arica   |  | Rubén Marcos Peralta       | 12 de abril | 16:00 |
|  | Deportes Copiapó     | 3 - 2 | Santiago Wanderers    |  | Luis Valenzuela Hermosilla | 12 de abril | 16:00 |
|  | Deportes Antofagasta | 3 - 0 | Lota Schwager         |  | Regional de Antofagasta    | 12 de abril | 16:00 |

|  | Deportes Melipilla    | 1 - 1 | San Luis             |  | Roberto Bravo Santibáñez        | 18 de abril | 20:00 |
|  | Coquimbo Unido        | 2 - 1 | Deportes Concepción  |  | Francisco Sánchez Rumoroso      | 18 de abril | 20:00 |
|  | San Marcos de Arica   | 2 - 1 | Naval                |  | Carlos Dittborn                 | 18 de abril | 22:00 |
|  | Unión La Calera       | 2 - 3 | Provincial Osorno    |  | Municipal Nicolás Chahuán Nazar | 19 de abril | 12:00 |
|  | Deportes Puerto Montt | 2 - 3 | Deportes Antofagasta |  | Regional de Chinquihue          | 19 de abril | 12:00 |
|  | Lota Schwager         | 1 - 0 | Deportes Copiapó     |  | Federico Schwager               | 19 de abril | 12:00 |
|  | Santiago Wanderers    | 1 - 1 | Unión San Felipe     |  | Regional Chiledeportes          | 19 de abril | 16:00 |

|  | Naval                | 1 - 1 | Coquimbo Unido        |  | Municipal de Concepción    | 24 de abril | 20:00 |
|  | Deportes Concepción  | 1 - 3 | Santiago Wanderers    |  | Municipal de Concepción    | 26 de abril | 15:30 |
|  | Provincial Osorno    | 2 - 3 | Lota Schwager         |  | Rubén Marcos Peralta       | 26 de abril | 15:30 |
|  | Deportes Antofagasta | 1 - 3 | Unión La Calera       |  | Regional de Antofagasta    | 26 de abril | 16:00 |
|  | San Luis             | 3 - 0 | Deportes Puerto Montt |  | Ángel Navarrete Candia     | 26 de abril | 16:00 |
|  | Deportes Melipilla   | 2 - 1 | San Marcos de Arica   |  | Roberto Bravo Santibáñez   | 26 de abril | 16:00 |
|  | Deportes Copiapó     | 1 - 2 | Unión San Felipe      |  | Luis Valenzuela Hermosilla | 26 de abril | 16:00 |

|  | San Marcos de Arica   | 1 - 0 | San Luis             |  | Carlos Dittborn                 | 2 de mayo | 22:00 |
|  | Deportes Puerto Montt | 2 - 2 | Deportes Concepción  |  | Regional de Chinquihue          | 3 de mayo | 12:00 |
|  | Unión San Felipe      | 2 - 1 | Deportes Antofagasta |  | Municipal de San Felipe         | 3 de mayo | 15:30 |
|  | Lota Schwager         | 2 - 0 | Naval                |  | Federico Schwager               | 3 de mayo | 15:30 |
|  | Santiago Wanderers    | 3 - 0 | Provincial Osorno    |  | Regional Chiledeportes          | 3 de mayo | 16:00 |
|  | Unión La Calera       | 4 - 0 | Deportes Copiapó     |  | Municipal Nicolás Chahuán Nazar | 3 de mayo | 16:00 |
|  | Coquimbo Unido        | 1 - 0 | Deportes Melipilla   |  | Francisco Sánchez Rumoroso      | 3 de mayo | 16:00 |

|  | Naval               | 0 - 2 | Santiago Wanderers    |  | Federico Schwager          | 9 de mayo  | 14:30 |
|  | San Luis            | 5 - 0 | Unión La Calera       |  | Sausalito                  | 9 de mayo  | 16:00 |
|  | San Marcos de Arica | 0 - 3 | Coquimbo Unido        |  | Carlos Dittborn            | 9 de mayo  | 22:00 |
|  | Deportes Concepción | 3 - 3 | Lota Schwager         |  | Municipal de Concepción    | 10 de mayo | 15:30 |
|  | Provincial Osorno   | 0 - 0 | Unión San Felipe      |  | Rubén Marcos Peralta       | 10 de mayo | 15:30 |
|  | Deportes Copiapó    | 0 - 0 | Deportes Antofagasta  |  | Luis Valenzuela Hermosilla | 10 de mayo | 16:00 |
|  | Deportes Melipilla  | 2 - 1 | Deportes Puerto Montt |  | Roberto Bravo Santibáñez   | 10 de mayo | 16:00 |

|  | Deportes Puerto Montt | 0 - 1 | San Marcos de Arica |  | Regional de Chinquihue          | 15 de mayo | 13:30 |
|  | Santiago Wanderers    | 0 - 1 | Deportes Melipilla  |  | Regional Chiledeportes          | 16 de mayo | 19:00 |
|  | Unión San Felipe      | 4 - 0 | Naval               |  | Municipal de San Felipe         | 17 de mayo | 15:30 |
|  | Unión La Calera       | 1 - 1 | Coquimbo Unido      |  | Municipal Nicolás Chahuán Nazar | 17 de mayo | 15:30 |
|  | Lota Schwager         | 0 - 0 | San Luis            |  | Federico Schwager               | 17 de mayo | 15:30 |
|  | Deportes Antofagasta  | 1 - 1 | Provincial Osorno   |  | Regional de Antofagasta         | 17 de mayo | 16:00 |
|  | Deportes Copiapó      | 1 - 0 | Deportes Concepción |  | Luis Valenzuela Hermosilla      | 17 de mayo | 16:00 |

|  | Naval               | 3 - 0 | Deportes Antofagasta  |  | Federico Schwager          | 23 de mayo | 14:30 |
|  | San Marcos de Arica | 2 - 1 | Santiago Wanderers    |  | Carlos Dittborn            | 23 de mayo | 22:00 |
|  | Deportes Concepción | 1 - 0 | Unión La Calera       |  | Municipal de Concepción    | 24 de mayo | 14:30 |
|  | San Luis            | 0 - 0 | Unión San Felipe      |  | Ángel Navarrete Candia     | 24 de mayo | 14:30 |
|  | Coquimbo Unido      | 1 - 2 | Deportes Puerto Montt |  | Francisco Sánchez Rumoroso | 24 de mayo | 16:00 |
|  | Provincial Osorno   | 1 - 1 | Deportes Copiapó      |  | Rubén Marcos Peralta       | 24 de mayo | 16:00 |
|  | Deportes Melipilla  | 3 - 0 | Lota Schwager         |  | Roberto Bravo Santibáñez   | 24 de mayo | 16:00 |

|  | Unión San Felipe     | 1 - 3 | Coquimbo Unido        |  | Municipal de San Felipe         | 31 de mayo | 15:30 |
|  | Santiago Wanderers   | 0 - 1 | San Luis              |  | Regional Chiledeportes          | 31 de mayo | 15:30 |
|  | Unión La Calera      | 1 - 1 | Naval                 |  | Municipal Nicolás Chahuán Nazar | 31 de mayo | 15:30 |
|  | Deportes Antofagasta | 4 - 0 | Deportes Concepción   |  | Regional de Antofagasta         | 31 de mayo | 15:30 |
|  | Provincial Osorno    | 1 - 1 | Deportes Puerto Montt |  | Rubén Marcos Peralta            | 31 de mayo | 15:30 |
|  | Lota Schwager        | 1 - 1 | San Marcos de Arica   |  | Federico Schwager               | 31 de mayo | 15:30 |
|  | Deportes Copiapó     | 0 - 0 | Deportes Melipilla    |  | Luis Valenzuela Hermosilla      | 31 de mayo | 15:30 |

|  | San Marcos de Arica   | 0 - 3 | Unión San Felipe (C) |  | Carlos Dittborn            | 7 de junio | 15:30 |
|  | Coquimbo Unido        | 1 - 1 | Santiago Wanderers   |  | Francisco Sánchez Rumoroso | 7 de junio | 15:30 |
|  | San Luis              | 2 - 3 | Deportes Antofagasta |  | Ángel Navarrete Candia     | 7 de junio | 15:30 |
|  | Deportes Melipilla    | 3 - 1 | Unión La Calera      |  | Roberto Bravo Santibáñez   | 7 de junio | 15:30 |
|  | Deportes Concepción   | 4 - 1 | Provincial Osorno    |  | Municipal de Concepción    | 7 de junio | 15:30 |
|  | Deportes Puerto Montt | 2 - 0 | Lota Schwager        |  | Regional de Chinquihue     | 7 de junio | 15:30 |
|  | Naval                 | 1 - 0 | Deportes Copiapó     |  | Federico Schwager          | 7 de junio | 15:30 |

|  | Unión San Felipe     | 3 - 1 | Deportes Concepción   |  | Municipal de San Felipe         | 14 de junio | 15:30 |
|  | Santiago Wanderers   | 2 - 2 | Deportes Puerto Montt |  | Regional Chiledeportes          | 14 de junio | 15:30 |
|  | Deportes Copiapó     | 0 - 2 | San Luis              |  | Luis Valenzuela Hermosilla      | 14 de junio | 15:30 |
|  | Unión La Calera      | 3 - 1 | San Marcos de Arica   |  | Municipal Nicolás Chahuán Nazar | 14 de junio | 15:30 |
|  | Provincial Osorno    | 1 - 0 | Naval                 |  | Rubén Marcos Peralta            | 14 de junio | 15:30 |
|  | Deportes Antofagasta | 2 - 2 | Deportes Melipilla    |  | Regional de Antofagasta         | 14 de junio | 15:30 |
|  | Lota Schwager        | 2 - 0 | Coquimbo Unido        |  | Federico Schwager               | 14 de junio | 15:30 |

## Campeón
|                            |
| Unión San Felipe 1º título |